# أمون للأدوية
شركة آمون للأدوية، هي شركة مصرية متخصصة في صناعة الأدوية.

## نظرة عامة
تأسست شركة آمون للصناعات الدوائية عام 1991، بعد أن استحوذت عليها جلاكسو ويلكم مصر في نهاية 1998. في ذلك الوقت كان ترتيب الشركة الرابعة من بين أكثر من 600 شركة أدوية في السوق المصري. بنت الشركة مصنعها - والذي وضع تصميمه شركة جون براون الأمريكية.
تنتج الشركة الأدوية البشرية والبيطرية والمكملات الغذائية. تتضمن المنتجات الدوائية البشرية أكثر من 204 اسم تجاري وتغطي أكثر من 250 منتج من أشكال وتركيزات صيدلانية مختلفة. وتشمل المنتجات البيطرية 17 علامة تجارية لأكثر من 24 منتج من أشكال وتركيزات صيدلانية مختلفة.

## مالية الشركة
يبلغ رأسمال آمون للأدوية نحو 300 مليون جنيه موزعاً علي 60 مليون سهم بقيمة اسمية قدرها 5 جنيهات للسهم الواحد. ويتوزع هيكل الملكية بين ثروت باسيلي بنسبة 44% وايليا ثروت باسيلي بنسبة 15% وايزيس فوزي بنسبة 30%، وبعض المساهمين الآخرين الأفراد ونسبة التداول الحر في البورصة.
وحققت الشركة خلال التسعة أشهر الأولي من عام 2006 نمواً في صافي أرباحها بنسبة بلغت 7.37 % لتصل إلي 3.152 مليون جنيه مقارنة بنحو 6.110 مليون جنيه عن التسعة أشهر الأولي لعام 2005.

## بيع الشركة
في 5 نوفمبر 2006، أعلن ثروت باسيلي رئيس مجلس إدارة شركة أمون للأدوية عن بيع 93% من أسهم الشركة لصالح تكتل شركات عالمي تقوده مؤسسة سيتي گروب الأمريكية بقيمة 459 مليون دولار. يضم تكتل الشركات ثلاث مؤسسات عالمية أمريكية كبرى وهي سيتي گروب، كاپيتال إنترناشونال وكونكورد إنڤستمنت، وقد تم التوقيع على عقد شراء 93% من أسهم آمون للآدوية ثم تقدم الكونسرتيوم بعد أيام بعرض للاستحواذ  علي 100% من الشركة.

## وصلات خارجية
- الموقع الرسمي للشركة